# Districtes federals de Rússia
Un districte federal (en rus федеральный округ, federalni ókrug; en plural федеральные округа, federàlnie ókruga) és una agrupació de les divisions administratives de la Federació Russa. Cadascun inclou diversos subjectes federals, o unitats constituents de Rússia (com ara repúbliques, províncies, territoris o districtes autònoms).
N'hi ha vuit, cadascun dels quals és administrat per un representant nomenat directament pel president de la Federació Russa, que s'ocupa de supervisar la tasca de les agències federals de la regió i actua d'enllaç entre el govern federal i els diversos governs dels subjectes federals inclosos dins el districte federal, per tal que els subjectes federals observin les lleis federals.
A efectes econòmics i estadístics, els subjectes federals s'agrupen en dotze regions econòmiques, les quals alhora s'agrupen en zones i macrozones econòmiques.
| Districtes federals de Rússia |                                      |                  |                      |                    |                      |
| Nom del districte             | Nom del districte                    | Superfície (km²) | Població (est. 2010) | Subjectes federals | Centre administratiu |
|                               | Districte Federal Central            | 652.800          | 38.438.600           | 18                 | Moscou               |
|                               | Districte Federal del Sud            | 427.800          | 16.141.100           | 7                  | Rostov del Don       |
|                               | Districte Federal del Nord-oest      | 1.677.900        | 13.583.800           | 11                 | Sant Petersburg      |
|                               | Districte Federal de l'Extrem Orient | 6.215.900        | 8.371.257            | 9                  | Vladivostok          |
|                               | Districte Federal de Sibèria         | 5.114.800        | 17.178.298           | 12                 | Novossibirsk         |
|                               | Districte Federal dels Urals         | 1.788.900        | 12.082.700           | 6                  | Iekaterinburg        |
|                               | Districte Federal del Volga          | 1.038.000        | 29.900.400           | 14                 | Nijni Nóvgorod       |
|                               | Districte Federal del Caucas Nord    | 170.700          | 9.496.800            | 7                  | Piatigorsk           |

## Districte Federal Central
- Óblast de Bélgorod
- Óblast de Briansk
- Óblast de Vladímir
- Óblast de Vorónej
- Óblast d'Ivànovo
- Óblast de Kaluga
- Óblast de Kostromà
- Óblast de Kursk
- Óblast de Lípetsk
- Óblast de Moscou
- Óblast d'Oriol
- Óblast de Riazan
- Óblast de Smolensk
- Óblast de Tambov
- Óblast de Tver
- Óblast de Tula
- Óblast de Iaroslavl
- Ciutat Federal de Moscou

## Districte Federal del Sud
- República d'Adiguèsia
- República de Calmúquia
- Krai de Krasnodar
- Óblast d'Astracan
- Óblast de Volgograd
- Óblast de Rostov
- República de Crimea
- Ciutat Federal de Sebastòpol

## Districte Federal del Nord-oest
- República de Carèlia
- República de Komi
- Óblast d'Arkhànguelsk
- Óblast de Vólogda
- Óblast de Kaliningrad
- Óblast de Leningrad
- Óblast de Múrmansk
- Óblast de Nóvgorod
- Óblast de Pskov
- Districte Autònom de Nenètsia
- Ciutat Federal de Sant Petersburg

## Districte Federal de l'Oest Llunyà
- República de Sakhà
- Krai de Kamtxatka
- Krai de Primórie
- Krai de Khabàrovsk
- Óblast de l'Amur
- Óblast de Magadan
- Óblast de Sakhalín
- Óblast Autònoma dels Hebreus
- Districte Autònom de Txukotka

## Districte Federal de Sibèria
- República de l'Altai
- República de Buriàtia
- República de Tuvà
- República de Khakàssia
- Krai de l'Altai
- Krai de Zabaikàlie
- Krai de Krasnoiarsk
- Óblast d'Irkutsk
- Óblast de Kémerovo
- Óblast de Novossibirsk
- Óblast d'Omsk
- Óblast de Tomsk

## Districte Federal dels Urals
- Óblast de Kurgan
- Óblast de Sverdlovsk
- Óblast de Tiumén
- Óblast de Txeliàbinsk
- Districte Autònom de Khàntia-Mànsia
- Districte Autònom de Iamàlia

## Districte Federal del Volga
- República de Baixkíria
- República de Marí El
- República de Mordòvia
- República del Tatarstan
- República d'Udmúrtia
- República de Txuvàixia
- Óblast de Kírov
- Óblast de Nijni Nóvgorod
- Óblast d'Orenburg
- Óblast de Penza
- Óblast d'Uliànovsk
- Óblast de Samara
- Óblast de Saràtov
- Krai de Perm

## Districte Federal del Caucas Nord
- República del Daguestan
- República d'Ingúixia
- República de Kabardino-Balkària
- República de Karatxai-Txerkèssia
- República d'Ossètia del Nord - Alània
- República de Txetxènia
- Krai de Stàvropol